# Campanile Basso
Der Campanile Basso (2883 m s.l.m.), insbesondere im deutschen und englischen Sprachraum auch Guglia di Brenta (ital. „guglia“: Nadel) genannt, ist eine steil aufragende Felsnadel im zentralen Bereich der Brentagruppe. Er ist ihr bekanntester Klettergipfel und wurde 1899 erstmals bestiegen.

## Lage und Beschreibung
Die 300 m hohe Nadel liegt in der Sfulmini-Kette im Verbindungskamm zwischen Cima Brenta Alta (2960 m s.l.m.) und Torre di Brenta (3014 m s.l.m.), getrennt durch die beiden Scharten Bocchetta di Campanile Alto im Norden und die Bocchetta di Campanile Basso im Süden. Der Klettersteig Via delle Bocchette Centrali quert die Ostwand und verbindet so die beiden Scharten. Als Ausgangspunkt für eine Besteigung dienen die umliegenden Hütten Rifugio Pedrotti, Rifugio Brentei und Rifugio Alimonta.

## Etymologie
Beim Namen Campanile Basso handelt es sich um ein Oronym, das auf seine Form und Beschaffenheit Bezug nimmt. Die Bezeichnung Campanile schließt aber möglicherweise einen religiösen Bezug mit ein, da die Brenta in der Reise- und Alpinliteratur des 19. Jahrhunderts metaphorisch als eine „Kathedrale aus Stein und Fels“ bezeichnet wurde.
Der Name kristallisierte sich erst relativ spät in der zweiten Hälfte des 19. Jahrhunderts heraus. Bis dahin wurde der Campanile Basso nicht weiter von den angrenzenden Erhebungen unterschieden. Die Einwohner aus Molveno bezeichneten den zentralen Bereich der Brenta mit dem Campanile Basso als Massodì. Die dort liegenden Felsnadeln wurde allgemein als Campanili dei Massodì oder auch Sfulmini di Brenta bezeichnet. Im Laufe der Zeit beschränkte sich der Name Sfulmini (Dialekt für fulmini, im Deutschen „Blitze“), auf vier kleinere Felsspitzen auf der zwischen dem Campanile Alto und der Torre di Brenta gelegenen Croda dei Sfulmini. Noch in dem von der Società degli Alpinisti Tridentini (SAT) herausgegebenen Jahrbuch von 1880/81 taucht der allgemeine Name Campanili dei Massodì auf. Im darauffolgenden Jahrbuch der SAT sprechen die beiden Autoren Annibale Apollonio und Alberto de Falkner in ihrer toponomastischen Studie über die Brenta von einem Campanile di Brenta.
Erst als klar war, dass es sich um zwei unterschiedliche Gipfel handelte, wurden zwei verschiedene Namen eingeführt. So unterscheidet Edward Theodore Compton in seinem 1884 in der Zeitschrift des Deutschen und Oesterreichischen Alpenvereins erschienen Beitrag über die Brentagruppe zwischen „Campanile alto“ und „Campanile basso“. Auch Alberto De Falkner verwendete die gleiche Namensgebung.
1894 war es schließlich Karl Schulz, der den Namen Guglia di Brenta einführte. Er war der Ansicht, dass eine deutlichere namentliche Unterscheidung den beiden unterschiedlichen Spitzen besser gerecht werde. Er begründete seine Wahl damit, dass die Bezeichnung Guglia (italienisch für Nadel) auch von Einheimischen verwendet werde und dass sie selbst in der Arbeit von Apollonio und de Falkner auftauche. In dem von Schulz veröffentlichten Beitrag findet sich wenige Seiten weiter eine von Compton angefertigte Skizze des Sfulmini-Stocks mit der Bezeichnung Guglia di Brenta. Der Name Guglia di Brenta sollte sich in der Folge bei den deutsch- und englischsprachigen Alpinisten durchsetzen.
Insbesondere bei der von der Irredenta-Bewegung stark beeinflussten SAT fand der Name Guglia di Brenta keinen Anklang. Vielmehr sah man darin erneut einen pangermanistischen Vorstoß, in der Toponomastik der Brenta für Fakten zu sorgen. Für die Irredentisten wurde deshalb die Beibehaltung des „italienischen Namens“ Campanile Basso zu einem politischen Programm. Mit dem Hissen der Trikolore oder der schwarz-gelben Flagge der Habsburger auf dem Gipfelplateau wollte man die dementsprechenden Ansprüche noch unterstreichen. Kritiker hielten dem vor, dass die berühmte Felsnadel damit zu einem einfachen Fahnenmast verkümmert sei.

## Alpinismus
Es waren Alberto de Falkner und Edward Theodore Compton, die die senkrechte Felsnadel als erste in ihren Bann zog, als sie 1882 den Crozzon di Brenta bestiegen.
Den ersten Besteigungsversuch des bis dahin als unbesteigbar geltenden Campanile unternahmen am 12. August 1897 der Trentiner Bergsteiger Carlo Garbari mit dem Bergführer Antonio Tavernaro und dem Träger Nino Pooli. Garbari hatte im Jahr zuvor bei der Besteigung des benachbarten Campanile Alto den Campanile Basso aus der Nähe studiert. Der schwierige Einstieg in die Wand, der nach wie vor eine der Schlüsselstellen ist, konnte von Pooli überwunden wurden. Der Seilschaft gelang es, bis zu einer kleinen Kanzel 35 m unter dem Gipfel vorzustoßen. Pooli, der erneut die Führung übernommen hatte, schaffte weitere 12 Meter, bevor er resigniert etwas mehr als 20 m unter dem Gipfelplateau des Campanile umkehren musste. In seinem Buch Mezzo secolo di alpinismo berichtet Tita Piaz, dass Garbari mit einer Pistole in der Hand Pooli zur Überwindung des letzten Hindernisses noch angestachelt haben soll. Enttäuscht hinterließ Garbari einen Zettel in der Wand, der den Nachfolgern mehr Glück wünschte und wandte sich fortan von der Kletterei ab.
Die Erstbesteigung gelang zwei Jahre später Otto Ampferer und Karl Berger, allerdings erst im zweiten Anlauf. Ampferer und Berger stiegen am 16. August 1899 in die Wand ein. Noch bevor sie den Wandfuß erreichten, verletzte sich Otto Melzer, so dass die Seilschaft auf Ampferer und Berger zusammenschrumpfte, da Wilhelm Hammer beim verletzten Melzer zurückblieb. Als sie Spuren des Besteigungsversuches von 1897 fanden, glaubten sie schon, dass der Berg bestiegen sei. Erst als sie die Nachricht von Garbari fanden, war ihnen klar, dass noch niemand auf dem Gipfel gestanden war. Wie ihre Vorgänger blieben Ampferer und Berger jedoch im Endstück der Wand stecken. Ampferer erkannte aber eine begehbare Alternativroute, so dass sie nach ihrem Abstieg und einem Ruhetag auf der Tosahütte einen neuen Versuch starteten. Ein Sturz Bergers noch im unteren Wanddrittel hätte fast auch diesen Versuch zunichtegemacht. Aber Ampferer, der den Sturz mit seinem Körper auffing, hielt trotz blutender Nase durch. Er übernahm sogar die Führung und überwand auch das letzte noch unerklommene und später nach ihm benannte Wandstück unterhalb des Gipfels. Euphorisch schmetterten die beiden Erstbesteiger auf dem Gipfelplateau der Guglia di Brenta das Lied „Die Wacht am Rhein“.
Die erste Wiederholung gelang im Juli 1900 Hans Leberle und Hans Pfann. Bis zum Beginn des Ersten Weltkrieges waren es vor allem deutsche und österreichische Alpinisten, die die Guglia di Brenta bestiegen. Bis zum Sommer 1913 hatten die berühmte Felsnadel 301 Personen erklommen. Zum Ruhm hatten vor allem ihre Besteiger beigetragen. Wer Rang und Namen hatte, wollte sich im Gipfelbuch des Campanile Basso bzw. der Guglia di Brenta verewigen. 1902 war Tita Piaz der erste Trentiner, der den Campanile betrat. Vineta Mayer war am 11. August 1903 die erste Frau und die insgesamt erst achte Person auf der Guglia. Einem ihrer beiden Bergführer, Josef Ostler, sollte zwei Wochen später die erste Solobegehung gelingen. 1911 durchstieg Paul Preuß im Alleingang erstmals die Ostwand. Die erste Wiederholung der Preußroute gelang erst 13 Jahre später.
1936 bildeten Alice Damesme und Micheline Morin die erste Damenseilschaft. 1940 wurde die tausendste Begehung verzeichnet. Am 24. Februar 1949 gelangen Bruno Detassis und Serafino Serafini die erste Winterbegehung. Detassis hatte bereits 1933 zusammen mit Nello Mantovani die ersten Nachtbegehung durchgeführt.
Den ersten Toten gab es 1909 zu verzeichnen, als der Chemnitzer Studienrat Gustav Barthel beim Versuch, eine neue Route am letzten Wandstück zu eröffnen, abstürzte. Bis zur kriegsbedingten Unterbrechung der Begehungen 1914 verunglückten noch zwei weitere Bergsteiger an der Guglia di Brenta. Der wohl bekannteste Unfall ereignete sich 1927, als Pino Prati mit seinem Seilkameraden vom Campanile Basso abstürzte. Prati hatte ein Jahr zuvor den ersten alpinistischen Führer der Dolomiti di Brenta in italienischer Sprache veröffentlicht. Auch deshalb war sein Name eng mit dem der Brenta verbunden. Mit seinem tödlichen Unfall erfuhr die alpinistische Erschließung in der Brenta ein Zäsur, zu einem Zeitpunkt, als man in den Dolomiten Routen im VI. Schwierigkeitsgrad eröffnete. Mitte der 1970er Jahre waren an der berühmten Felsnadel in der Brenta etwa ein Dutzend Alpinisten tödlich verunglückt. Zu diesem Zeitpunkt hatten bereits über 5500 Bergsteiger den Gipfel erfolgreich erklommen. Der Campanile Basso war von allen Seiten in allen nur denkbaren Routen erschlossen worden.

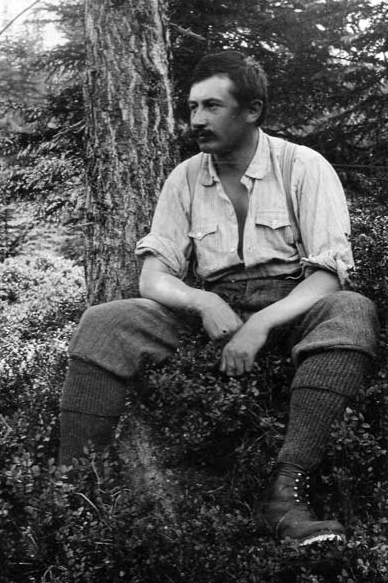
Otto Ampferer
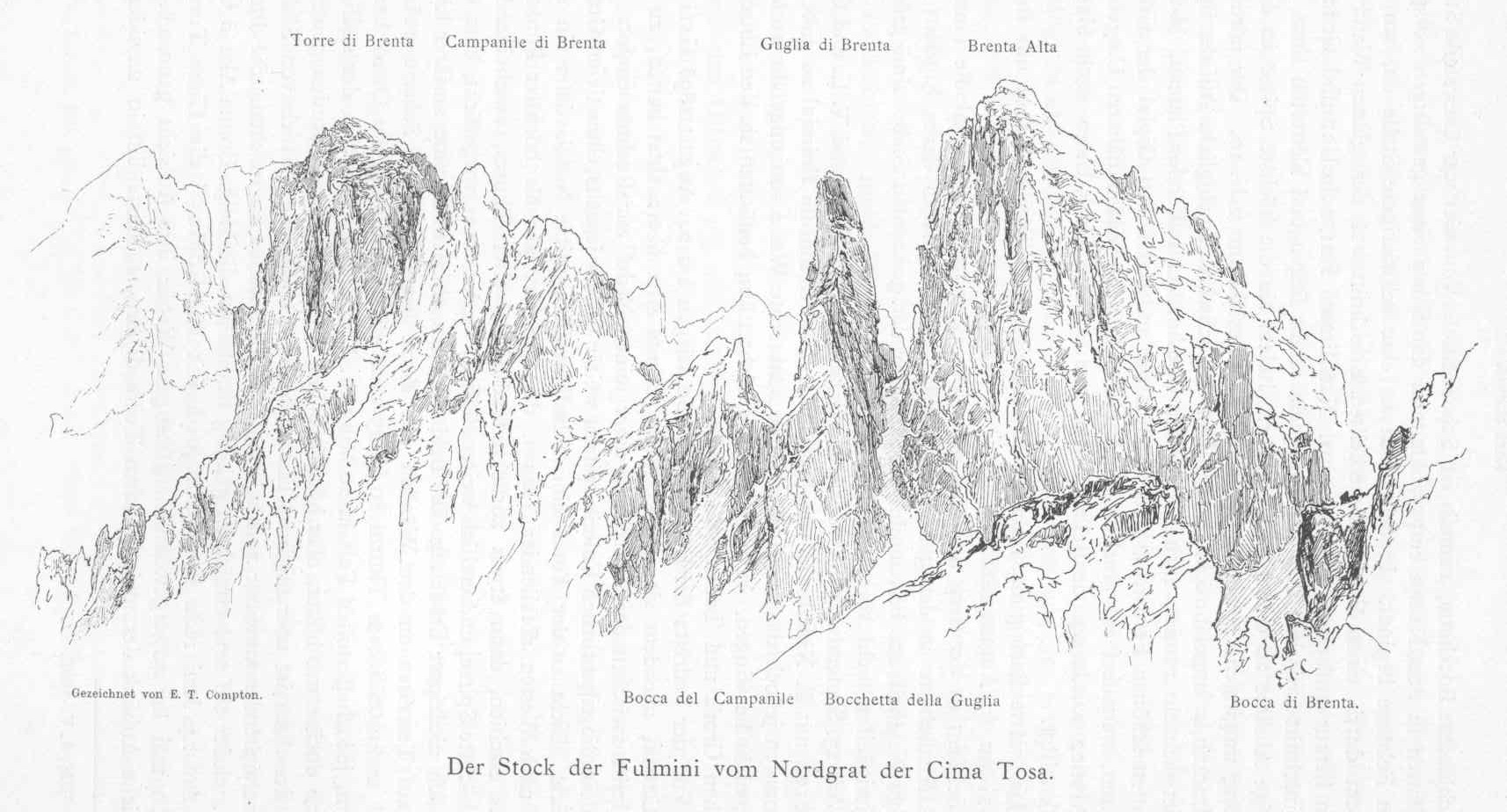
Die Guglia di Brenta im Sfulmini-Stock nach einer Zeichnung von Edward Theodore Compton
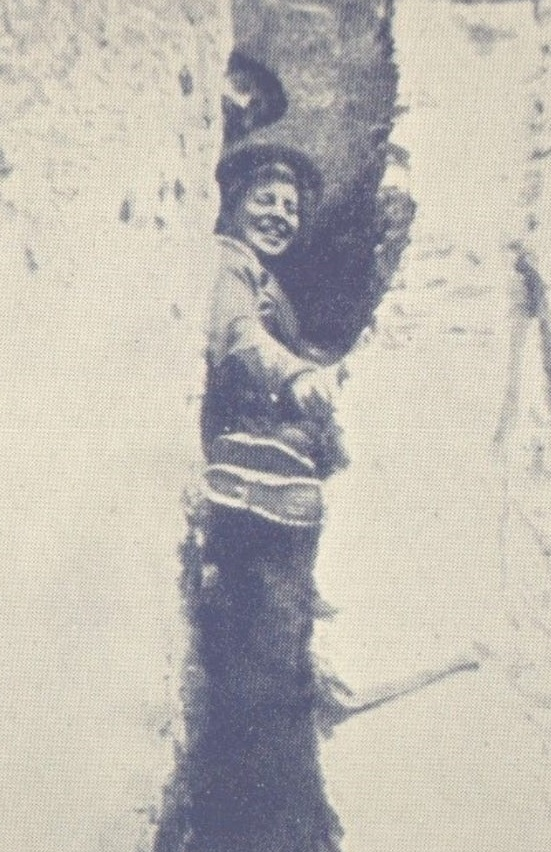
Vineta Mayer

## Anstiege
- Ampferer-Führe (Normalweg), Schwierigkeit UIAA V, 270 Höhenmeter, (Erstbegeher Otto Ampferer, Karl Berger am 18. August 1899)
- Fehrmannverschneidung, SW-Verschneidung, V-, 350 m (Oliver Perry-Smith (Seilerster), Rudolf Fehrmann, am 27. August 1908)
- Preußwand, Ostwand, V, 110 m, (Paul Preuß Free-Solo-Begehung am 28. Juli 1911)

## Gipfelbuch
Das Gipfelbuch wurde erst 1903 von der zwölften Seilschaft, bestehend aus den Boznern Alois Wieser, Toni Obrist und Josef Mahlknecht, auf die Guglia gebracht. Dabei wurden auch die ersten elf Besteigungen nachgetragen. In den bei der SAT aufbewahrten Gipfelbüchern des Campanile Basso finden sich Einträge von zahlreichen bekannten Alpinisten und Persönlichkeiten, darunter beispielsweise Albert I. von Belgien, Kurt Albert, Armando Aste, Hermann Buhl, Riccardo Cassin, Ettore Castiglioni, Emilio Comici, Kurt Diemberger, Hans Dülfer, Anderl Heckmair, Toni Kinshofer, Cesare Maestri, Sergio Martini, Günther Messner, Hans Steger, Lionel Terray, Renzo Videsott oder Paula Wiesinger.